# 薮未奈海
薮 未奈海（やぶ みなみ、2004年10月2日 - ）は、日本の女子バスケットボール選手である。ポジションはスモールフォワード。Wリーグのデンソーアイリス所属。

## 来歴
東京都出身
八雲学園高校でインターハイ3位となり、ウインターカップも出場
2022年9月、U18アジアカップ日本代表選出
2023年1月、デンソーアイリスにアーリーエントリーとして加入
2023年7月、U19ワールドカップ日本代表選出
2024年1月、パリオリンピック世界最終予選日本代表候補に選出。

## 日本代表歴
- 2022年 U18アジアカップ
- 2023年 U19ワールドカップ